# 和社叉柱兰
和社叉柱兰（学名：Cheirostlyis tortilacinia）为兰科叉柱兰属下的一个种。

## 扩展阅读
- 維基物種上的相關：和社叉柱兰